# مايومي أسانو
مايومي أسانو (浅野まゆみ أسانو مايومي) هي مؤدية أصوات يابانية ولدت في 13 نوفمبر 1969 في طوكيو.

## أدوارها في الأنمي

### مسلسلات أنمي تلفزيونية
- لاست إكسايل - كلاوس فالكا
- لاست إكسايل: فام ذات الأجنحة الفضية - كلاوس فالكا
- نزيل الظلام - هيسوكا كوروساكي
- تسوريتاما - ماريكو
- إيوريكا سفن - هيلدا, هولاند (أيام الشباب)
- C - جينيفر ساتو
- ناروتو - هاكو
- ناروتو شيبودن - هاكو
- شعلة ريكا - توكيا ميكاغامي (أيام الطفولة)
- حكايات أشباح المدرسة - كيتا
- وولفز راين - بلو
- جونجو رومانتيكا - ريساكو تاكاتسكي
- وايلد أرمز توايلايت فينوم - شايان رينستورم
- سيريه نو موريبيتو - تويا
- إنجليك لاير - توموكو يامادا
- غاتشامان كراودز - ماساكو إيماوكا
- هيكارو نو غو - كاواهاغي, أوكومورا, مورياما
- فل ميتال بانيك! - سينا
- فل ميتال بانيك؟ فوموفو - ماري أكوتسو, هيرومي ساساكي
- بليتش - هيروناري هوريوتشي

## أدوارها في ألعاب الفيديو
- ناروتو: ألتيميت نينجا - هاكو
- ناروتو شيبودن: ألتيميت نينجا ستورم ريفولوشن - هاكو

## أدوارها في الدبلجة اليابانية
- أبطال ليوكو - أولريك
- مراهقو التايتنز - بلاكفاير
- الأسد الملك II: عهد سمبا - فيتاني
- في فور فنديتا - إيفي هاموند

## وصلات خارجية
- مايومي أسانو على موقع IMDb (الإنجليزية)
- مايومي أسانو على موقع ألو سيني (الفرنسية)
- مايومي أسانو على موقع ميوزك برينز (الإنجليزية)
- مايومي أسانو على موقع قاعدة بيانات الفيلم (الإنجليزية)
- مايومي أسانو على موقع كينوبويسك (الروسية)
- مايومي أسانو على موقع ANN person (الإنجليزية)